# إسماعيل تراوري
إسماعيل تراوري (بالفرنسية: Ismaël Traoré) (مواليد 18 أغسطس 1986) هو لاعب كرة قدم عاجي يلعب حاليا لصالح نادي بريست الفرنسي في الليغ 1.

## روابط خارجية
- إسماعيل تراوري على موقع قاعدة بيانات كرة القدم.إي يو (الإنجليزية)
- إسماعيل تراوري على موقع ناشيونال فوتبول تيمز (الإنجليزية)
- إسماعيل تراوري على موقع Soccerway.com (الإنجليزية)
- إسماعيل تراوري على موقع عالم كرة القدم.نت (الإنجليزية)
- إسماعيل تراوري على موقع AS.com (الإسبانية)